# Marc Prescott
 (juillet 2023).
Si vous disposez d'ouvrages ou d'articles de référence ou si vous connaissez des sites web de qualité traitant du thème abordé ici, merci de compléter l'article en donnant les références utiles à sa vérifiabilité et en les liant à la section « Notes et références ».
Pour les articles homonymes, voir Prescott.
Marc Prescott, né en 1971 à Sainte-Anne-des-Chênes, est un dramaturge canadien franco-manitobain. Il collabore avec le théâtre du Cercle Molière et la troupe des Chiens de Soleil.
En 1993, Prescott fait scandale avec Sex, Lies et les F.-M. qui aborde la réalité ingrate des francophones confinés dans leur statut de minoritaires. Sa pièce Bullshit, mise en scène sous le titre censuré de Poissons, se voir attribuer le « Masque » de la meilleure production franco-canadienne en 2001. Quelques années plus tôt, l’École nationale de théâtre du Canada à Montréal a connu son plus grand succès avec sa pièce L’Année du Big Mac.
Avec des mises en scène fragmentées, plus symboliques que réalistes, Marc Prescott bouscule la dramaturgie franco-canadienne. D'une écriture à l'humour jovial, parfois acerbe, qui ne craint pas d’être auto-référentielle, Marc Prescott jette un regard dénonciateur sur l’hypocrisie de la société et ironise sur la fabulation humaine.
En 2015, il devient co-directeur du Centre culturel franco-manitobain. 